# Erik Arckens
Erik Arckens, né le 9 décembre 1961 à Schaerbeek, est un homme politique belge, ancien membre du Vlaams Belang.
Après des études de sciences politiques à l'Université catholique de Louvain, il travaille en tant qu'assistant au magazine boursier Trends de 1993 à 1995 puis assistant universitaire au cabinet d'étude du Vlaams Blok de 1995 à 1999.
Le 15 juillet 2011, il annonce son intention de quitter le Vlaams Belang, mais de continuer à siéger en tant que parlementaire

## Carrière politique
- 2000-     : conseillèr communal à Bruxelles
- 2000-2004 : député bruxellois
- 2004-2014 : député flamand